# Níki Sidiropoúlou
Níki-Katerína Sidiropoúlou-Christodoúlou (grec moderne : Νίκη-Κατερίνα Σιδηροπούλου), née le 11 avril 1974 à Budapest (Hongrie), est une escrimeuse grecque spécialiste de l'épée.

## Carrière
C'est en 1991 que Níki Sidiropoúlou fait parler d'elle pour la première fois, en remportant la médaille d'argent des championnats du monde cadet à Foggia. Chez les juniors, elle obtient de nouveau des résultats probants, dont une cinquième place aux championnats du monde 1994.
Son parcours chez les séniors est plus contrasté et elle ne parvient pas réellement à rivaliser avec les meilleures escrimeuses mondiales. Elle atteint son meilleur classement en 2004 (37e à la fin de la saison), mais son meilleur résultat reste sa médaille d'argent aux championnats d'Europe 2002 à Moscou, seulement vaincue en finale par Maureen Nisima.
Sidiropoulou prend part à deux Jeux olympiques, ceux d'Atlanta en 1996  et d'Athènes en 2004 (pour cette dernière, elle se qualifie d'office en tant que représentant du pays hôte). Ces deux épreuves olympiques ont strictement le même résultat pour elle : elle est éliminée au même stade de la compétition (deuxième tour), par la même tireuse, (Claudia Bokel), sur le même score de 15-10, et finit au même rang (27e). En 2004, elle prend aussi part à l'épreuve par équipes. La Grèce domine facilement l'Afrique du Sud, et frôle l'exploit contre l'Allemagne (32-33). Pour seule consolation, elle prend sa revanche sur Bokel, qu'elle bat 2-0 au cours du match.
De nos jours, Níki Sidiropoúlou est toujours en activité. Elle a disputé les championnats d'Europe 2014. 

## Palmarès
- Championnats d'Europe d'escrime
  -  Médaille d'argent aux championnats d'Europe d'escrime 2002 à Moscou